# Argathona rhinoceros
Argathona rhinoceros is een pissebed uit de familie Corallanidae. De wetenschappelijke naam van de soort is voor het eerst geldig gepubliceerd in 1857 door Bleeker.